# جنگی (دزپارت)
جنگی، روستایی در دهستان شیوند بخش قارون شهرستان دزپارت در استان خوزستان ایران است.

## جمعیت
بر پایه سرشماری عمومی نفوس و مسکن در سال ۱۳۹۵، جمعیت این روستا برابر با ۲۴ نفر (۴ خانوار) بوده است.